# Dorte Marcussen
Dorte Marcussen er en dansk naivistisk maler født i 1955. 
Hun debuterede i 1991 og regnes i dag for både en af veteranerne blandt de naivistiske kunstnere og en fornyer af den naivistiske kunst. Dorte Marcussen henter inspiration fra den ikke-elitære, folkelige kunst, noget hun har til fælles med Cobra-kunstnerne, ikke mindst Asger Jorn.
Det er blandt bygninger og i byens rum, at Dorte Marcussen ofte finder sine motiver. Som hovedmotiver i hendes billeder er blandt andet optrådt Amalienborg, Ribe Domkirke, DRs Koncertsal, Kongens Nytorv,  San Cataldo, Torvet i Stubbekøbing og Sortebrødre Torv.
Hendes værker er blevet præmieret på flere jurybedømte udstillinger i Danmark og udlandet. I 2012 var hendes billeder at finde på Charlottenborg Forårsudstilling. Dorte Marcussen repræsenteres af Galerie Knud Grothe i Charlottenlund 

## Eksterne links
- Hjemmeside Arkiveret 28. oktober 2020 hos  Wayback Machine